# Třetí síla (psychoterapie)
Třetí síla (anglicky third power) je označení pro v pořadí třetí možný způsob pomoci lidem s duševními problémy, používané v humanistické psychologii (která bývá shodou okolností také označována jako třetí síla, myšleno je třetí významný psychologický směr po psychoanalýze a behaviorismu):
1. snaha jedince, případně jeho okolí vyřešit problém vlastními silami
2. odborná, resp. psychoterapeutická pomoc
3. nalezení životního partnera, který poskytne potřebnou emoční či jinou podporu